# ICI Radio-Canada Télé
Pour les articles homonymes, voir Radio-Canada (homonymie).
Ne doit pas être confondu avec Société Radio-Canada.
ICI Radio-Canada Télé (anciennement la Télévision de Radio-Canada) est un réseau de télévision publique canadien de langue française appartenant à la Société Radio-Canada. Elle diffuse partout au Canada, mais à cause de la concentration des francophones du pays au Québec, la très grande majorité de ses moyens de production et de son auditoire sont situés au Québec. Elle est identifiée à l'antenne et dans les médias comme « SRC » ou simplement « Radio-Canada » pour la distinguer de l'autre chaîne télé du groupe, le Réseau de l'information (ICI RDI), et de son réseau homologue de langue anglaise, CBC Television.
Le réseau a changé de nom en septembre 2013 pour adopter Ici Radio-Canada Télé. Ce changement de nom s'inscrit dans la volonté du diffuseur public d'harmoniser le nom de ses plateformes de diffusions.

## Histoire
Dès sa fondation dans les années 1930, la SRC, en tant qu'organisme de radiodiffusion, s'est intéressée aux avancées technologiques en matière de télévision en Europe et aux États-Unis. Alors que ce nouveau médium prend un essor considérable aux États-Unis à partir de 1945, il devient clair que l'intérêt de la population canadienne pour la télévision n'ira qu'en s'intensifiant et la Commission royale d'enquête sur l'avancement des arts, lettres et sciences au Canada (dirigée par Vincent Massey) formule en 1949 des recommandations qui mèneront à la mise en place d'un premier système de télédiffusion au Canada en 1952. Pour éviter les mêmes difficultés connues aux débuts de la radiodiffusion, le gouvernement décide dès lors de n'autoriser qu'une seule station à émettre par secteur géographique.
L'histoire de la télévision de Radio-Canada débute le 6 septembre 1952, avec l'ouverture de la station CBFT-TV de Montréal, diffusant les programmes en français et en anglais. Une autre station, CBLT, ouvre à Toronto deux jours plus tard. La première station de télévision privée affiliée à la SRC est CKSO, située à Sudbury en Ontario, lancée en octobre 1953.
Après 16 mois de cohabitation linguistique, critiquée tant par les anglophones que les francophones de Montréal, la station CBFT Montréal devient exclusivement francophone avec l'ouverture, le 10 janvier 1954 de la station CBMT, qui diffuse en anglais. Jusqu'à l'entrée en ondes de CBOFT à Ottawa, en juin 1955, le réseau français de Radio-Canada ne diffuse qu'au Québec pendant les premières années de son existence. Outre la tête de réseau montréalaise, des stations privées affiliées rediffusent les émissions de CBFT-TV à Québec (CFCM-TV, juillet 1954), à Rimouski (CJBR-TV, novembre 1954), à Jonquière (CKRS-TV, décembre 1955), et à Sherbrooke (CHLT-TV, août 1956). En 1957, les stations du réseau rejoignent 80 % de la population québécoise.
Dans l'ensemble, la programmation des stations du réseau français est caractérisée par la prépondérance de la station de Montréal. Jusqu'en 1957, seulement trois courtes séries sont produites dans les centres régionaux. Ce centralisme est dénoncé à plusieurs reprises dans les régions de l'extérieur de Montréal. Malgré tout, une émission spéciale souligne le 1er juillet 1958 l'inauguration du réseau hertzien reliant le pays d'est en ouest (Terre-Neuve sera reliée une année plus tard). Les principales villes du pays auront droit à une station supplémentaire et, à partir de 1960, ce sera le cas partout ailleurs.
La télévision passe à la couleur le 1er septembre 1966 et le service entièrement en couleur démarre en 1974. Radio-Canada est le diffuseur hôte d'Expo 67 à Montréal.
Une nouvelle loi sur la radiodiffusion confirme en 1968 le mandat de Radio-Canada comme diffuseur pancanadien et crée le Conseil de la radiodiffusion et des télécommunications canadiennes (CRTC) chargé de la réglementation et de l'attribution des permis d'émettre. Le CRTC exige en 1970 60 % de teneur canadienne à la télévision publique et privée. Une diffusion avancée des programmes est mise en place dans les provinces maritimes en raison du décalage horaire.
En 1973, Radio-Canada inaugure sa Maison à Montréal et adopte l'année suivante un nouvel emblème représentant le « C » du mot Canada. En 1978, elle devient le premier diffuseur au monde à utiliser un satellite pour diffuser ses programmes télévisés, couvrant le Canada de l'est à l'ouest.
La Société Radio-Canada adhère en 1985 avec d'autres diffuseurs canadiens au service mondial de télévision francophone TV5[réf. nécessaire].
Le 1er janvier 1995, Radio-Canada inaugure sa chaîne francophone d'information en continu, le Réseau de l'information (ICI RDI). Le Centre de l'information à Montréal, un complexe ultramoderne destiné à la collecte de nouvelles et à la production d'émissions d'information pour la Télévision de Radio-Canada et le ICI RDI sont inaugurés en 2001.
Après l'annonce du budget fédéral du Canada le 29 mars 2012 qui coupe 115 millions (soit environ 10 %) au budget de la Société Radio-Canada d'ici à 2014-2015, dont 27,8 million en 2012 et 41.8 million en 2013, la Société a préparé un plan le 4 avril 2012 qui a prévu la coupure de 650 emplois, la mise en ondes télévisuelle et radio sera centralisée à Toronto et Montréal, il y aura une réduction sur le nombre de séries originales canadiennes, la chaîne spécialisée bold sera vendue, de la publicité sera ajoutée sur CBC Radio 2 et Espace Musique, le service radio par ondes courtes de Radio Canada International sera fermé, ainsi que la fermeture massive des 620 émetteurs analogiques de télévision pour le 31 juillet 2012 que le CRTC a approuvé le 17 juillet 2012.

## Identité corporative

### Nom
En juin 2013, la direction francophone annonce la modernisation de l'identité de ses plateformes médiatiques, qui seront regroupées sous l'appellation « ICI » : ICI Première, ICI Télé, ICI ARTV, etc., en référence à ses grands présentateurs, surtout à la radio, qui ont comme tradition de terminer leurs interventions en déclarant « Ici Radio-Canada ». Le diffuseur faisait entre autres valoir que le nom « Radio-Canada » était jugé trop conservateur et que le public n'associait pas nécessairement ses composantes telles que ARTV ou Explora à la marque radio-canadienne. Devant la controverse (qui atteint même la Chambre des communes à Ottawa), la SRC, dont le nom n'était pas visé par ce changement, corrige le tir et fait un compromis en nommant finalement ses plateformes Ici Radio-Canada (Première, Télé, etc.) », mais en conservant le concept initial sur les logos. Au bout du compte, l'opération aura couté au minimum 700 000 $ en frais internes et en factures de consultants.

### Slogans
- 1966-1973 : Regardez bien, regardez Radio Canada
- 1973 : La Télévision de Radio Canada est à votre image
- 1973-1979 : Partout pour nous, Radio Canada est La
- 1977 : ...Et ça continue (25e Anniversaire)
- 1979-1980 : Faut voir ça
- 1980-1981 : Je choisis Radio Canada
- 1981-1982 : Radio Canada d'abord
- 1982-1983 : Soyez au poste
- 1983-1985 : Vous méritez ce qu'il y a de mieux
- 1985 : La Télévision de l'heure
- 1989-1993 : Pour vous avant tout
- 1993-1995 : Le Réseau national
- 1995-2005 : Ici Radio Canada
- 2005-2006 : Vous allez voir
- 2006-2007 : Ici comme dans la vie
- 2007-2008 : On l'aime déjà
- 2008-2009 : Bienvenue à Radio Canada
- 2009 : Mon monde est à Radio Canada
- 2013 : Tout est possible
- 2014-2016 : Ici Radio Canada Télé, c'est ma télé
- depuis 2016 : Pour toute la vie Ici Radio Canada Télé

### Logo

Logo de 1958 à 1966.
Logo de 1966 à 1974.
Logo de 1974 à 1986.
Logo de 1986 à 1992.
Logo de 1992 à 2013.
Logo de 2013 à 2016.
Logo institutionnel depuis la fin 2016.
Logo utilisé en ondes depuis la fin 2016.

## Organisation
ICI Radio-Canada Télé est détenue à 100 % par la Société Radio-Canada. Son siège social pour tout le Canada, la Maison de Radio-Canada, est situé à Montréal (au 1400, boulevard René-Lévesque Est), au Québec.

### Direction

#### Vice-présidence de la télévision française
- Michèle Fortin : 26 mai 1994 – 2002[15]

#### Direction des programmes
- Michèle Fortin : date inconnue – octobre 1994[15]
- Charles Ohayon : octobre 1994 – date inconnue[15],[16]

## Programmation
Le réseau a toujours été considéré comme étant plus populaire que sa contrepartie anglophone, CBC Television, du fait qu'il ne subit pas la concurrence immense des réseaux américains. Malgré cela, le réseau a été surpassé par TVA en termes de cotes d'écoute la plupart de ces 30 dernières années. Ce n'est que récemment que la télévision de Radio-Canada est revenue plus proche de son concurrent, avec une toute nouvelle grille incluant des sitcoms, et le talk-show Tout le monde en parle.

### Années 1950
Dans ses premières années d'existence, la télévision de Radio-Canada produit elle-même la presque totalité des émissions qu'elle met à l'antenne, le plus souvent en direct. L'historien des communications Gérard Laurence de l'Université Laval explique que cette « autarcie » un peu forcée imposant aux émissions une facture bien particulière :

« un rythme lent, même monotone, dû à l'allongement des plans dont la gamme, par ailleurs, est très réduite, des images sans fond sonore et, surtout, une facture imparfaite avec tout un lot d'incidents qui font aujourd'hui partie de la mythologie télévisuelle. »

— Gérard Laurence, 1990
Même si les contraintes techniques (langue des programmes, rareté de la post-synchronisation) ont joué un rôle dans le développement d'une télévision originale et propre au Québec, cette différence a semblé être encouragée par la direction dans les années 1950, ajoute le professeur Laurence. Ainsi, les responsables interdisent aux réalisateurs nouvellement engagés d'aller aux États-Unis, afin d'empêcher qu'ils ne s'inspirent des méthodes américaines.
La télévision de Radio-Canada a joué un rôle majeur dans le développement du téléroman, un genre dramatique proche du feuilleton télévisé, mais avec des particularités spécifiques au Québec. Selon l'anthropologue Jean-Pierre Desaulniers de l'Université du Québec à Montréal, le genre s'est ancré dans la culture québécoise dès La Famille Plouffe — le premier téléroman populaire diffusé à l'antenne de Radio-Canada —, entre 1953 à 1957,.
Desaulniers énumère deux grandes constantes dans le genre qui tirent leurs origines des œuvres dramatiques diffusées à la télévision de Radio-Canada pendant ses premières années d'existence : il y a d'abord « l'identification », car les personnages ont des noms familiers, leurs vies et leurs métiers ressemblent à ceux de l'auditoire. Ensuite, beaucoup de dramatiques, à l'instar du Survenant — diffusée de 1954 à 1960, —, exploitent le thème du nomade qui ne parvient pas à se sédentariser.
La diffusion d'émissions sportives trouve rapidement une place dans la grille horaire. Le 13 octobre 1952, René Lecavalier décrit pour la première fois à la télévision la troisième période du match de hockey opposant les Canadiens de Montréal et les Red Wings de Détroit en direct du Forum de Montréal. La Soirée du hockey et la Soirée de lutte, animée par l'annonceur Michel Normandin, comptaient alors parmi les émissions les plus populaires et ont fait beaucoup pour mousser les ventes de téléviseurs à Montréal.
Bien qu'elles ne constituent que 5 % des programmes au cours des premières années, les émissions d'affaires publiques vont prendre de l'importance dans la programmation. La première émission du genre est Conférence de presse, diffusée pour la première fois le 12 février 1953, suivie de Le fond de votre pensée en 1954. C'est toutefois avec l'émission Carrefour, diffusée du lundi au vendredi à 18 h 45, que le format magazine prend une forme plus télévisuelle. De trois à six sujets sont traités chaque soir par le biais de reportages tournée en film ou par des interviews en studio. L'émission est saluée par la critique et attire 56 % des foyers équipés de télévision au printemps 1956.
La couverture des grandes questions internationales trouve une place dans la grille horaire à compter du 28 octobre 1956 avec la première diffusion du magazine Point de mire, animé par René Lévesque. Diffusée les dimanches soir à 23 h 15, l'émission prend la forme d'un exposé didactique avec un tableau et une craie, d'une interview, d'un reportage filmé ou d'une combinaison dans lequel l'animateur tente de vulgariser un enjeu d'actualité. L'émission sera diffusée jusqu'en 1959 et marquera la consécration de Lévesque.
Dans une autre registre, la télévision de Radio-Canada amorce le 10 août 1952 la production de séries télévisées pour la jeunesse avec Pépinot et Capucine, créant un espace imaginaire proprement québécois pour les enfants, que vient enrichir et considérablement augmenter, à partir de 1956, La Boîte à Surprise et son vivier de bouffons, d'hurluberlus et de poètes du langage : Paillasson, Fanfreluche, Picolo, Sol...

### Années 1960
Deux événements bouleversent la routine établie dans les années 1950. Le 29 décembre 1958, les 74 réalisateurs à l'emploi du réseau français débraient afin de faire reconnaître leur droit à la syndicalisation de ce groupe de cadres. Le conflit de trois mois suscite l'indifférence des anglophones, mais rapproche les différents courants politiques au sein de la société québécoise et lancera la carrière politique de plusieurs personnalités,.
Sortie « très meurtrie » de ce conflit de travail, la télévision publique subit un nouveau bouleversement le 19 février 1961, avec l'entrée en ondes de la station privée CFTM-TV, à Montréal. L'arrivée du concurrent ne suscite pas de changements immédiats à la grille des programmes de Radio-Canada, qui poursuit la diffusion de séries comme Les Belles Histoires des pays d'en haut, adaptation télévisée du roman Un homme et son péché, des télé-théâtres, des concerts symphoniques dans le cadre de l'émission L'Heure du concert (1953-1966) (qui sera, en partie, intégrée à l'émission Les Beaux Dimanches, de 1967 à 2004).
Le succès de Cré Basile, que diffuse la télévision privée à compter de 1965, force toutefois Radio-Canada à se préoccuper davantage des cotes d'écoute. Certains créateurs pressent le diffuseur public de se mettre au diapason. « Ce qui distingue le plus sûrement le canal 10 du canal 2, l'entreprise privée de l'entreprise d'État, c'est que l'argent a amené ceux-là plus rapidement au vulgaire que ceux-ci », écrira Jacques Godbout en 1966.
Radio-Canada s'adapte graduellement à la nouvelle réalité et lance des émissions destinées à rejoindre les préoccupations plus contemporaines de ses téléspectateurs. De 1966 à 1971, la comédie de situation légère Moi et l'autre prend l'antenne, suivie en 1969 de Quelle famille!. Cette évolution se poursuivra avec le téléroman Rue des Pignons, de Mia Riddez et Louis Morrisset, qui pendant onze ans, de 1966 à 1977, relatera le quotidien des familles Jarry, Marsouin et Milot.
À compter de 1966, la programmation culturelle de Radio-Canada trouve un nouveau créneau horaire dans l'émission Les Beaux Dimanches, animée jusqu'en 1983 par Henri Bergeron. Pendant près de 40 ans (de 1966 jusqu'à l'été 2004), l'émission diffuse des spectacles de danse, d'opéra, de théâtre ou autre divertissement, des concerts symphoniques ou de musique populaire ainsi que des documentaires.
Par ailleurs, la télévision d'État marque l'imaginaire de milliers d'enfants québécois avec la production de nombreuses émissions jeunesse, dont les personnages principaux, presque tous issus du vivier de La Boîte à Surprise, prennent leur envol dans des séries télévisées autonomes pendant la deuxième moitié de la décennie : Fanfreluche, Picolo, Grujot et Délicat, La Ribouldingue, Le Pirate Maboule, Sol et Gobelet...

### Années 1980
Iniminimagimo (1987-1990)

### Années 1990
Watatatow (1990-2005)

### Depuis 2000

#### Information
Tous les bulletins de nouvelles de la télévision de Radio-Canada sont diffusés sous le nom Le Téléjournal. Le bulletin principal du réseau, Le Téléjournal 22 h, est diffusé tous les soirs à 22 h (heure locale), et est retransmis à 23 h sur sa chaîne sœur, ICI RDI, ainsi qu'avec un décalage horaire sur la chaîne internationale francophone TV5,. La télévision de Radio-Canada compte plusieurs correspondants à l'étranger dont Joyce Napier à Washington et Catherine Mercier à Pékin.
Les bulletins de nouvelles locales et régionales empruntent également le nom Le Téléjournal, suivie du nom de la ville, région ou province ; ou selon l'heure de la journée (par exemple : Le Téléjournal Grand Montréal 18 h, Le Téléjournal Midi). CBVT Québec, CBLFT et CBOFT Ontario, ainsi que CBAFT dans les provinces de l'Atlantique produisent des bulletins locaux du midi, tandis que tous les affiliés produisent des bulletins à l'heure du souper (18 h) diffusés du lundi au vendredi, à l'exception de CBVT, CBOFT et CBAFT qui diffusent un bulletin 7 jours par semaine,,.

#### Questions d'actualité
Le réseau diffuse un magazine d'investigation hebdomadaire, Enquête. De récentes émissions ont testé les niveaux de sécurité des pistolet à impulsion électrique Taser après que des préoccupations ont été soulevées alors qu'un immigrant polonais est mort à la suite de l'emploi de ce type d'arme par la GRC à l'Aéroport international de Vancouver. D'autres émissions comme Découverte ont soulevé des questions sur la sécurité des ponts aériens à Montréal à la suite de l'effondrement d'un pont en 2007.
Il existe également un programme hebdomadaire sur les affaires politiques concernant l'Assemblée nationale du Québec et la Chambre des communes du Canada, Les Coulisses du pouvoir. Les questions sur la science et la technologie sont abordées dans Découverte et les sujets ruraux et agricoles dans La Semaine verte. Les préoccupations des consommateurs sont elles analysées dans L'Épicerie et La Facture,.
L'actualité internationale occupe une grande place dans la mission du diffuseur public.

#### Sports
De 1952 jusqu'à 2004, le réseau était le diffuseur hôte en langue française des matches hebdomadaires de hockey sur glace impliquant les Canadiens de Montréal, sous la programmation La Soirée du hockey. L'émission a été annulée lorsque les droits de diffusion sont revenus à RDS. Les téléspectateurs l'extérieur du Québec ont été en mesure de continuer à regarder les matchs sur les stations de Radio-Canada jusqu'en 2006, lorsque RDS en est devenu le diffuseur en francophone exclusif. Radio-Canada était de plus le diffuseur hôte des Alouettes de Montréal, avant que les droits reviennent eux aussi à RDS.
En 2011, Radio-Canada a été le diffuseur de la Coupe du monde de soccer féminin 2011, diffusant les 32 rencontres sur son réseau ainsi que sur son site web. Le réseau est également le diffuseur des matchs du week-end (quarts de finale, demi-finale et finale) de la Coupe Rogers, et en conserve les droits jusqu'au moins 2015.
Enfin, en plus des segments sports diffusés au Téléjournal Midi et au Téléjournal 18 h (diffusé dans la région du Grand Montréal), Radio-Canada produit un bulletin de nouvelles sportives quotidien de quinze minutes, Les nouvelles du sport, diffusé après Le Téléjournal 22 h (à 22 h 47 du lundi au vendredi et à 22 h 27 le dimanche). Le samedi, le réseau diffuse un magazine sportif d'une demi-heure à 22 h 39, Tellement Sport.

#### Divertissement
Les émissions de divertissement les plus populaires sur le réseau sont des émissions de variété telle que Tout le monde en parle, Les Chefs!, ainsi que des comédies comme Les Parent,.
Bien que la majeure partie des émissions diffusée en prime-time est produite au Québec, quelques émissions américaines figurent aussi en heure de grande écoute, comme Beautés Désespérées, Commando du désert , Perdus ou Chère Betty,,.
À la fin du dernier soir de chaque année, Radio-Canada présente une comédie spéciale, le Bye Bye, faisant figurer des musiciens et comédiens qui se produisent en riant de certains faits ou personnages marquants de l'année écoulée.

## Audience

### Marché francophone de Montréal (1988–2013)
| Saison    | 1988 | 1989 | 1990 | 1991 | 1992 | 1993 | 1994 | 1995 |
| --------- | ---- | ---- | ---- | ---- | ---- | ---- | ---- | ---- |
| Printemps | 21 % | 22 % | 18 % | 26 % | 25 % | 26 % | 24 % | 25 % |
| Été       | NC   | NC   | 23 % | 20 % | NC   | 23 % | 21 % | 21 % |
| Automne   | NC   | 18 % | 26 % | 24 % | 21 % | 24 % | 22 % | 24 % |

| Saison    | 1996 | 1997 | 1998   | 1999   | 2000   | 2001   | 2002   | 2003   |
| --------- | ---- | ---- | ------ | ------ | ------ | ------ | ------ | ------ |
| Printemps | 22 % | 22 % | 21,3 % | 20,6 % | 19,8 % | 18,2 % | 17,0 % | 15,4 % |
| Été       | NC   | NC   | 17 %   | 15 %   | 12,5 % | 13,1 % | 14,0 % | NC     |
| Automne   | 23 % | 20 % | 23 %   | 20,7 % | 18,2 % | 19,1 % | 15,8 % | 12,5 % |

| Saison    | 2004   | 2005 | 2006   | 2007 | 2010   | 2011   | 2012   | 2013   |
| --------- | ------ | ---- | ------ | ---- | ------ | ------ | ------ | ------ |
| Printemps | 15,4 % | 16 % | NC     | 14 % | NC     | 14,4 % | 12,4 % | 15,1 % |
| Automne   | NC     | NC   | 16,4 % | NC   | 13,2 % | NC     | NC     | 19,3 % |

### Dans la province entière (depuis 2014)
|                                                              |        |        |        |        |        |        |        |         |  |
| Saison                                                       | 2014   | 2015   | 2016   | 2017   | 2018   | 2019   | 2020   | 2021    |  |
| 1er trimestre                                                | 15,5 % | 13,5 % | 14,0 % | 14,2 % | 16,6 % | 14,9 % | 15,0 % | 16,4 %  |  |
| 2e trimestre                                                 | 11,6 % | 10,9 % | 11,1 % | 11,1 % | 11,5 % | 10,3 % | 12,1 % | 12,3 %  |  |
| 3e trimestre                                                 | 11,4 % | 11,2 % | 13,4 % | 11,7 % | 10,8 % | 11,1 % | 11,6 % | À venir |  |
| 4e trimestre                                                 | 13,3 % | 13,0 % | 13,4 % | 14,5 % | 13,9 % | 13,8 % | 15,5 % | À venir |  |
| Année entière                                                | 13,0 % | 12,2 % | 13,0 % | 13,0 % | 13,4 % | 12,6 % | 13,6 % | À venir |  |
| Source : Rapports trimestriels du Groupe TVA d'après Numeris |        |        |        |        |        |        |        |         |  |

## Diffusion

### Stations détenues et opérées
La Société Radio-Canada détient et opère plusieurs stations de télévision locales :
- CBFT-DT (Montréal, Québec) : cette station est la première station de télévision créée au Canada, le 6 septembre 1952 pour desservir Montréal — bilingue à l'époque, elle ne diffuse exclusivement en français qu'à partir du 10 janvier 1954[6] ;
- CBOFT-DT (Ottawa, Ontario), inaugurée le 24 juin 1955[6], dessert les Franco-Ontariens de l'Ontario-Outaouais à Ottawa et dans l'est de l'Ontario ainsi que l'ouest du Québec (Gatineau) ;
- CBAFT-DT (Moncton, Nouveau-Brunswick), inaugurée le 21 décembre 1959, dessert les Acadiens de Moncton et de Caraquet, ainsi que les Provinces atlantiques ;
- CBWFT-DT (Winnipeg, Manitoba), inaugurée le 24 avril 1960, dessert les Franco-Manitobains et le nord de l'Ontario ;
- CBVT-DT (Québec, Québec), inaugurée le 3 septembre 1964, dessert la capitale québécoise ;
- CJBR-DT (Rimouski, Québec), inaugurée le 21 novembre 1954, était un affilié privé de Jules Brillant vendu à la Société le 1er août 1977.

Pendant les années 1970, à la suite de l'engagement du gouvernement fédéral à appliquer le bilinguisme et la Loi sur les langues officielles, la Télévision de Radio-Canada a vu sa zone de couverture s'étendre à tout le Canada en étant relayée par chacune des stations locales anglaises de CBC Television ou par des réémetteurs dans chaque province pour distribuer son signal. C'est le seul réseau national francophone au Canada. Ainsi :
- CBXFT-DT (Edmonton, Alberta), créée en mars 1970, dessert les Franco-Albertains ;
- CBLFT-DT (Toronto, Ontario), créée le 23 mars 1973, dessert les Franco-Ontariens de la province ;
- CBKFT-DT (Regina, Saskatchewan), dessert les Fransaskois de Saskatchewan — initialement, elle n'était qu'un réémetteur de la station de Winnipeg jusqu'en septembre 1976, lorsqu'elle devint une station à part entière avec ses studios à Saskatoon ;
- CBUFT-DT (Vancouver, Colombie-Britannique), inaugurée en septembre 1976, dessert les Franco-Colombiens de la province et les Franco-Yukonnais.
- CBEFT (Windsor, Ontario), inaugurée en juillet 1976 et fermée en juillet 2012, desservait les Franco-Ontariens de la région.

Trois stations régionales québécoises, appartenant alors à Cogeco, étaient affiliées à Radio-Canada depuis longtemps. La Société Radio-Canada acquiert leurs licences le 1er septembre 2008 et en prend le contrôle à 100 %, pour les intégrer à son réseau de stations régionales. Ce sont :
- CKTV-DT (Saguenay), fondée le 1er décembre 1955 ;
- CKTM-DT (Trois-Rivières), fondée le 15 avril 1958 ;
- CKSH-DT (Sherbrooke), fondée le 19 septembre 1974.

### Stations privées affiliées
Auparavant, des stations possédées par des intérêts privés rediffusent les émissions de la télévision de Radio-Canada dans les régions du Québec. À la différence des stations privées affiliées à CBC Television, qui diffusent souvent plusieurs sources de programmes, celles de la Télévision de Radio-Canada sont contraintes de redistribuer tel quel le signal de CBFT-DT tout au long de la journée, à l'exclusion des quelques programmes et messages publicitaires locaux ou régionaux.
Ainsi :
- CKRT-DT (Rivière-du-Loup, Québec), fondée en 1955 et fermée en 2021, était détenue par Télé Inter-Rives.
- CKRN-DT (Rouyn-Noranda, Québec), inaugurée le 25 décembre 1957 et fermée en 25 mars 2018, était une propriété de RNC Media.

### Ouvrages
- Jean-François Beauchemin, Ici Radio-Canada : 50 ans de télévision française, Montréal, Éditions de l'Homme, 2002, 255 p. (ISBN 2-7619-1736-7)
- (en) André Michel Couture, Elements for a Social History of Television: Radio-Canada and Quebec Society 1952-1960 [mémoire de maîtrise], Montréal, Université McGill, 1989, 127 p. (lire en ligne)
- Jean-Pierre Desaulniers, De La famille Plouffe à La petite vie : les Québécois et leurs téléromans, Musée de la civilisation du Québec / Fides, 1996, 120 p. (ISBN 2-7621-1937-5)
- Richard Garneau, À toi Richard..., Montréal, Stanké, 1992, 492 p. (ISBN 2-7604-0400-5)
- Jean-Paul Lafrance, La télévision, un média en crise, Montréal, Québec/Amérique, 1982, 313 p. (ISBN 2-89037-084-4)

### Articles
- Yves Beauregard, « Une société distincte… par ses téléromans : entrevue avec Jean-Pierre Desaulniers », Cap-aux-Diamants : la revue d'histoire du Québec, no 68,‎ 2002, p. 40 (lire en ligne)
- Christine Eddie, « Le téléroman : un genre sensible aux transformations sociales? Une analyse de Rue des Pignons », Études littéraires, vol. 14, no 2,‎ 1981, p. 307-332 (lire en ligne)
- Jacques Godbout, « La télévision est immorale », Liberté, vol. 8, nos 5-6,‎ 1966, p. 152-156 (lire en ligne)
- Christiane Lahaie, « Les classiques à la télévision de Radio-Canada : l’ancien et le nouveau », Québec français, no 100,‎ 1996, p. 91-93 (lire en ligne)
- Gérard Laurence, « Le début des affaires publiques à la télévision québécoise 1952-1957 », Revue d'histoire de l'Amérique française, vol. 36, no 2,‎ 1982, p. 213-239 (lire en ligne)
- Gérard Laurence, « La télévision québécoise au temps de « l’indien » », Cap-aux-Diamants : la revue d'histoire du Québec, no 23,‎ 1990, p. 22-25 (lire en ligne)

## Annexe